# 島田組
島田組（しまだぐみ）は、京都で「蛭子屋」を名乗った江戸時代の豪商。呉服商、両替商を営んでいた。

## 概要
元禄年間に山城国綴喜郡内里村（京都府八幡市）から京都に奉公に出た島田八郎左衛門が、京都で呉服商を創業し、次いで江戸尾張町、大坂天満橋に開店した。当初、徳田屋伝兵衛と称していたが、将軍徳川吉宗から蛭子の盃を拝領したことで「蛭子屋」を屋号とし、当主は八郎左衛門を称した。
1752年（宝永2年）、幕府の「金銀御為替御用達」十人組に加入し、両替業を営み、
幕末になると呉服業は漸次衰退し、金銀御為替御用達も十人組で残るのは、小野組と島田組のみとなった。

1868年1月（慶応3年12月）に明治政府は財源確保のために「金穀出納所」を設けたさいに、三井三郎助・小野善助とともに島田八郎左衛門を「金穀出納御用達」とし翌慶応4年1月には「出納所御為替御用達」に任じた。

## 島田組の破綻
1874年（明治7年）、官全抵当増額令（大蔵省乙号11達）によって、預り金全額に相当する抵当物の提出を求められると、その調達ができず小野組とともに閉店した。当主・島田三郎兵衛の大阪高麗橋の邸宅は1877年に藤田伝三郎に売却された。

## 関連事項
- 小野組